# Spångatjärnen
Spångatjärnen är en sjö i Alingsås kommun i Västergötland och ingår i Göta älvs huvudavrinningsområde. Sjön är 9,3 meter djup, har en yta på 0,007 kvadratkilometer och befinner sig 166 meter över havet.